# Campeonato Europeu de Patinação Artística no Gelo de 2000
O Campeonato Europeu de Patinação Artística no Gelo de 2000 foi a nonagésima segunda edição do Campeonato Europeu de Patinação Artística no Gelo, um evento anual de patinação artística no gelo organizado pela União Internacional de Patinação (em inglês:  International Skating Union) onde os patinadores artísticos competem pelo título de campeão europeu. A competição foi disputada entre os dias 6 de fevereiro e 13 de fevereiro, na cidade de Viena, Áustria.

## Eventos
- Individual masculino
- Individual feminino
- Duplas
- Dança no gelo

## Medalhistas
| Evento                        | Ouro                                        | Prata                                            | Bronze                                           |
| Individual masculino detalhes | Evgeni Plushenko · Rússia                   | Alexei Yagudin · Rússia                          | Dmitri Dmitrenko · Ucrânia                       |
| Individual feminino detalhes  | Irina Slutskaya · Rússia                    | Maria Butyrskaya · Rússia                        | Viktoria Volchkova · Rússia                      |
| Duplas detalhes               | Maria Petrova · Alexei Tikhonov · Rússia    | Dorota Zagórska · Mariusz Siudek · Polônia       | Sarah Abitbol · Stéphane Bernadis · França       |
| Dança no gelo detalhes        | Marina Anissina · Gwendal Peizerat · França | Barbara Fusar-Poli · Maurizio Margaglio · Itália | Margarita Drobiazko · Povilas Vanagas · Lituânia |

## Resultados

### Individual masculino
| Pos.                                                  | Nome                  | Nacionalidade    | Pontos | QA | QB | PC | PL |
| ----------------------------------------------------- | --------------------- | ---------------- | ------ | -- | -- | -- | -- |
| Medalha de ouro                                       | Evgeni Plushenko      | Rússia           | 2.6    | —  | 1  | 2  | 1  |
| Medalha de prata                                      | Alexei Yagudin        | Rússia           | 3.0    | 1  | —  | 1  | 2  |
| Medalha de bronze                                     | Dmitri Dmitrenko      | Ucrânia          | 5.6    | —  | 2  | 3  | 3  |
| 4                                                     | Alexander Abt         | Rússia           | 8.4    | 2  | —  | 6  | 4  |
| 5                                                     | Ivan Dinev            | Bulgária         | 9.6    | —  | 3  | 4  | 6  |
| 6                                                     | Vitali Danilchenko    | Ucrânia          | 12.0   | —  | 5  | 5  | 7  |
| 7                                                     | Andrejs Vlascenko     | Alemanha         | 14.0   | 9  | —  | 9  | 5  |
| 8                                                     | Stefan Lindemann      | Alemanha         | 15.6   | —  | 6  | 7  | 9  |
| 9                                                     | Stanick Jeannette     | França           | 16.8   | —  | 4  | 12 | 8  |
| 10                                                    | Vincent Restencourt   | França           | 17.0   | 3  | —  | 8  | 11 |
| 11                                                    | Szabolcs Vidrai       | Hungria          | 19.8   | —  | 8  | 11 | 10 |
| 12                                                    | Michael Tyllesen      | Dinamarca        | 20.6   | 4  | —  | 10 | 13 |
| 13                                                    | Margus Hernits        | Estônia          | 22.8   | 6  | —  | 14 | 12 |
| 14                                                    | Robert Grzegorczyk    | Polônia          | 24.6   | —  | 7  | 13 | 14 |
| 15                                                    | Gabriel Monnier       | França           | 27.2   | 8  | —  | 15 | 15 |
| 16                                                    | Vakhtang Murvanidze   | Geórgia          | 27.6   | 5  | —  | 16 | 16 |
| 17                                                    | Sergei Rylov          | Azerbaijão       | 32.8   | 10 | —  | 18 | 18 |
| 18                                                    | Matthew Davies        | Reino Unido      | 32.8   | —  | 9  | 17 | 19 |
| 19                                                    | Michael Shmerkin      | Israel           | 33.4   | —  | 11 | 20 | 17 |
| 20                                                    | Angelo Dolfini        | Itália           | 36.2   | 12 | —  | 19 | 20 |
| 21                                                    | Kristoffer Berntsson  | Suécia           | 39.8   | —  | 14 | 22 | 21 |
| 22                                                    | Patrick Schmit        | Luxemburgo       | 41.0   | 13 | —  | 23 | 22 |
| 23                                                    | Hristo Turlakov       | Bulgária         | 42.0   | —  | 10 | 25 | 23 |
| 24                                                    | Juraj Sviatko         | Eslováquia       | 42.6   | —  | 15 | 21 | 24 |
| 25                                                    | Christian Horvath     | Áustria          | 48.8   | —  | 16 | 29 | 25 |
| Não avançaram para a patinação livre / programa longo |                       |                  |        |    |    |    |    |
| 26                                                    | Lukáš Rakowski        | República Tcheca | —      | 15 | —  | 24 |    |
| 27                                                    | Jan Čejvan            | Eslovênia        | —      | —  | 12 | 26 |    |
| 28                                                    | Kevin van der Perren  | Bélgica          | —      | 11 | —  | 27 |    |
| 29                                                    | Gheorghe Chiper       | Romênia          | —      | —  | 13 | 28 |    |
| 30                                                    | Oscar Peter           | Suíça            | —      | 14 | —  | 30 |    |
| Não avançaram para o programa curto                   |                       |                  |        |    |    |    |    |
| WD                                                    | Patrick Meier         | Suíça            | —      | 7  | —  | WD |    |
| 32                                                    | Markus Leminen        | Finlândia        | —      | 16 | —  |    |    |
| 33                                                    | Maurice Lim           | Países Baixos    | —      | —  | 17 |    |    |
| 33                                                    | Yon Garcia            | Espanha          | —      | 17 | —  |    |    |
| 35                                                    | Aidas Reklys          | Lituânia         | —      | —  | 18 |    |    |
| 35                                                    | Panagiotis Markouizos | Grécia           | —      | 18 | —  |    |    |

### Individual feminino
| Pos.                                                  | Nome                    | Nacionalidade    | Pontos | QA | QB | PC | PL |
| ----------------------------------------------------- | ----------------------- | ---------------- | ------ | -- | -- | -- | -- |
| Medalha de ouro                                       | Irina Slutskaya         | Rússia           | 2.0    | —  | 1  | 1  | 1  |
| Medalha de prata                                      | Maria Butyrskaya        | Rússia           | 4.8    | 1  | —  | 4  | 2  |
| Medalha de bronze                                     | Viktoria Volchkova      | Rússia           | 6.0    | —  | 2  | 2  | 4  |
| 4                                                     | Vanessa Gusmeroli       | França           | 6.4    | —  | 4  | 3  | 3  |
| 5                                                     | Elena Liashenko         | Ucrânia          | 10.8   | —  | 3  | 6  | 6  |
| 6                                                     | Júlia Sebestyén         | Hungria          | 13.6   | 2  | —  | 13 | 5  |
| 7                                                     | Mikkeline Kierkgaard    | Dinamarca        | 15.4   | 5  | —  | 9  | 8  |
| 8                                                     | Silvia Fontana          | Itália           | 15.4   | —  | 6  | 5  | 10 |
| 9                                                     | Tamara Dorofejev        | Hungria          | 17.2   | 9  | —  | 11 | 7  |
| 10                                                    | Alisa Drei              | Finlândia        | 17.4   | 3  | —  | 7  | 12 |
| 11                                                    | Diána Póth              | Hungria          | 20.2   | 4  | —  | 16 | 9  |
| 12                                                    | Julia Lautowa           | Áustria          | 21.4   | 6  | —  | 10 | 13 |
| 13                                                    | Anna Rechnio            | Polônia          | 23.2   | —  | 5  | 17 | 11 |
| 14                                                    | Mojca Kopač             | Eslovênia        | 23.4   | —  | 9  | 8  | 15 |
| 15                                                    | Galina Maniachenko      | Ucrânia          | 25.8   | —  | 7  | 15 | 14 |
| 16                                                    | Sarah Meier             | Suíça            | 27.2   | 7  | —  | 14 | 16 |
| 17                                                    | Sanna-Maija Wiksten     | Finlândia        | 28.4   | 8  | —  | 12 | 18 |
| 18                                                    | Zoya Douchine           | Alemanha         | 34.2   | —  | 8  | 20 | 19 |
| 19                                                    | Olga Vassiljeva         | Estônia          | 35.2   | 14 | —  | 21 | 17 |
| 20                                                    | Anna Lundström          | Suécia           | 35.4   | —  | 10 | 19 | 20 |
| 21                                                    | Karen Venhuizen         | Países Baixos    | 38.8   | 10 | —  | 23 | 21 |
| 22                                                    | Yulia Lebedeva          | Armênia          | 39.6   | —  | 12 | 18 | 24 |
| 23                                                    | Tammy Sear              | Reino Unido      | 41.0   | 12 | —  | 22 | 23 |
| 24                                                    | Kaja Hanevold           | Noruega          | 41.6   | 13 | —  | 24 | 22 |
| Não avançaram para a patinação livre / programa longo |                         |                  |        |    |    |    |    |
| 25                                                    | Sara Falotico           | Bélgica          | —      | 11 | —  | 26 |    |
| 26                                                    | Sabina Wojtala          | Polônia          | —      | —  | 14 | 25 |    |
| 27                                                    | Idora Hegel             | Croácia          | —      | —  | 11 | 29 |    |
| 28                                                    | Valeria Trifancova      | Letônia          | —      | —  | 13 | 28 |    |
| 29                                                    | Eva Chuda               | República Tcheca | —      | —  | 15 | 27 |    |
| 30                                                    | Roxana Luca             | Romênia          | —      | 15 | —  | 30 |    |
| Não avançaram para o programa curto                   |                         |                  |        |    |    |    |    |
| 31                                                    | Dominyka Valiukeviciute | Lituânia         | —      | —  | 16 |    |    |
| 31                                                    | Silvia Koncokova        | Eslováquia       | —      | 16 | —  |    |    |
| 33                                                    | Helena Pajović          | Iugoslávia       | —      | —  | 17 |    |    |
| 33                                                    | Melania Albea           | Espanha          | —      | 17 | —  |    |    |
| 35                                                    | Liza Menagia            | Grécia           | —      | —  | 18 |    |    |

### Duplas
| Pos.              | Nome                                    | Nacionalidade    | Pontos | PC | PL |
| ----------------- | --------------------------------------- | ---------------- | ------ | -- | -- |
| Medalha de ouro   | Maria Petrova / Alexei Tikhonov         | Rússia           | 2.5    | 1  | 2  |
| Medalha de prata  | Dorota Zagórska / Mariusz Siudek        | Polônia          | 4.5    | 3  | 3  |
| Medalha de bronze | Sarah Abitbol / Stéphane Bernadis       | França           | 6.5    | 5  | 4  |
| 4                 | Peggy Schwarz / Mirko Müller            | Alemanha         | 7.0    | 4  | 5  |
| 5                 | Tatiana Totmianina / Maxim Marinin      | Rússia           | 9.0    | 6  | 6  |
| 6                 | Yulia Obertas / Dmitri Palamarchuk      | Ucrânia          | 10.5   | 7  | 7  |
| 7                 | Aliona Savchenko / Stanislav Morozov    | Ucrânia          | 13.5   | 11 | 8  |
| 8                 | Kateřina Beránková / Otto Dlabola       | República Tcheca | 14.0   | 10 | 9  |
| 9                 | Mariana Kautz / Norman Jeschke          | Alemanha         | 15.0   | 8  | 11 |
| 10                | Viktorya Shklover / Valdis Mintals      | Estônia          | 16.0   | 12 | 10 |
| 11                | Inga Rodionova / Andrei Kroukov         | Azerbaijão       | 16.5   | 9  | 12 |
| 12                | Oľga Beständigová / Jozef Beständig     | Eslováquia       | 19.5   | 13 | 13 |
| 13                | Ekaterina Danko / Gennadi Emeljenenko   | Bielorrússia     | 22.0   | 14 | 15 |
| 14                | Catherine Huc / Vivien Rolland          | França           | 22.5   | 17 | 14 |
| 15                | Maria Krasiltseva / Artem Znachkov      | Armênia          | 25.0   | 16 | 17 |
| 16                | Evgenia Filonenko / Alexander Chestnikh | Geórgia          | 25.5   | 15 | 18 |
| 17                | Sarah Kemp / Daniel Thomas              | Reino Unido      | 26.0   | 20 | 16 |
| 18                | Line Haddad / Vitali Lycenko            | Israel           | 28.0   | 18 | 19 |
| 19                | Tatjana Zaharjeva / Jurijs Salmanovs    | Letônia          | 29.5   | 19 | 20 |
| DSQ               | Elena Berezhnaya / Anton Sikharulidze   | Rússia           | 2.0    | 2  | 1  |

### Dança no gelo
| Pos.              | Nome                                    | Nacionalidade        | Pontos | DC1 | DC2 | DO | DL |
| ----------------- | --------------------------------------- | -------------------- | ------ | --- | --- | -- | -- |
| Medalha de ouro   | Marina Anissina / Gwendal Peizerat      | França               | 2.0    | 1   | 1   | 1  | 1  |
| Medalha de prata  | Barbara Fusar-Poli / Maurizio Margaglio | Itália               | 4.0    | 2   | 2   | 2  | 2  |
| Medalha de bronze | Margarita Drobiazko / Povilas Vanagas   | Lituânia             | 6.8    | 4   | 3   | 4  | 3  |
| 4                 | Irina Lobacheva / Ilia Averbukh         | Rússia               | 7.2    | 3   | 4   | 3  | 4  |
| 5                 | Kati Winkler / René Lohse               | Alemanha             | 10.2   | 6   | 5   | 5  | 5  |
| 6                 | Galit Chait / Sergey Sakhnovsky         | Israel               | 11.8   | 5   | 6   | 6  | 6  |
| 7                 | Sylwia Nowak / Sebastian Kolasiński     | Polônia              | 14.4   | 8   | 8   | 7  | 7  |
| 8                 | Elena Grushina / Ruslan Goncharov       | Ucrânia              | 15.4   | 7   | 6   | 8  | 8  |
| 9                 | Isabelle Delobel / Olivier Schoenfelder | França               | 18.6   | 9   | 9   | 10 | 9  |
| 10                | Anna Semenovich / Roman Kostomarov      | Rússia               | 19.4   | 10  | 10  | 9  | 10 |
| 11                | Federica Faiella / Luciano Milo         | Itália               | 23.4   | 13  | 13  | 12 | 11 |
| 12                | Oksana Potdykova / Denis Petukhov       | Rússia               | 24.2   | 12  | 11  | 11 | 13 |
| 13                | Eliane Hugentobler / Daniel Hugentobler | Suíça                | 24.4   | 11  | 12  | 13 | 12 |
| 14                | Agata Błażowska / Marcin Kozubek        | Polônia              | 28.0   | 14  | 14  | 14 | 14 |
| 15                | Stephanie Rauer / Thomas Rauer          | Alemanha             | 30.0   | 15  | 15  | 15 | 15 |
| 16                | Julie Keeble / Lucas Zalewski           | Reino Unido          | 32.0   | 16  | 16  | 16 | 16 |
| 17                | Kateřina Kovalová / David Szurman       | República Tcheca     | 34.6   | 18  | 19  | 17 | 17 |
| 18                | Kristina Kobaladze / Oleg Voiko         | Ucrânia              | 35.6   | 17  | 17  | 18 | 18 |
| 19                | Zita Gebora / András Visontai           | Hungria              | 37.8   | 19  | 18  | 19 | 19 |
| 20                | Zuzana Durkovska / Marian Mesaros       | Eslováquia           | 40.0   | 20  | 20  | 20 | 20 |
| 21                | Anna Mosenkova / Sergey Sychov          | Estônia              | 42.2   | 22  | 21  | 21 | 21 |
| 22                | Alissa de Carbonnel / Alexander Malkov  | Bielorrússia         | 44.2   | 23  | 22  | 22 | 22 |
| 23                | Tiffany Hyden / Vazgen Azroyan          | Armênia              | 46.6   | 21  | 23  | 23 | 24 |
| 24                | Ana Galic / Andrei Griazev              | Bósnia e Herzegovina | 47.0   | 24  | 24  | 24 | 23 |

## Quadro de medalhas
| Ordem | País     | Medalha de ouro | Medalha de prata | Medalha de bronze |    | Ordem por total |
| ----- | -------- | --------------- | ---------------- | ----------------- | -- | --------------- |
| 1     | Rússia   | 3               | 2                | 1                 | 6  | 1               |
| 2     | França   | 1               |                  | 1                 | 2  | 2               |
| 3     | Itália   |                 | 1                |                   | 1  | 3               |
| 3     | Polônia  |                 | 1                |                   | 1  | 3               |
| 5     | Lituânia |                 |                  | 1                 | 1  | 3               |
| 5     | Ucrânia  |                 |                  | 1                 | 1  | 3               |
| TOTAL | TOTAL    | 4               | 4                | 4                 | 12 | —               |